# 堺市立深井西小学校
堺市立深井西小学校（さかいしりつ ふかいにし しょうがっこう）は、大阪府堺市中区にある公立小学校。
児童数が増加したため、従来の堺市立深井小学校の校区の西側を分離し、1986年に開校した。学校名は、分離元となった深井小学校の西側に位置することから命名されている。

## 沿革
- 1986年4月1日 - 堺市立深井西小学校として開校。

## 通学区域
- 堺市中区 深井北町（一部）、深井中町（一部）。

卒業生は堺市立深井中央中学校に進学する。

## 交通
- JR阪和線 上野芝駅 南へ約1.2km。
- JR阪和線 津久野駅 西へ約1.5km。
- 南海電気鉄道 深井駅 北西へ約1.6km。